# Gillis van Ledenberchstraat
De Gillis van Ledenberchstraat is een straat in de Frederik Hendrikbuurt in Amsterdam-West. De straat is per raadsbesluit van 18 juli 1919 vernoemd naar Gilles van Leedenberch, griffier van de staten van Utrecht (1550-1618) en medestander van Johan van Oldenbarnevelt, die door Prins Maurits gevangengezet was.

## Geschiedenis
De straat is sedert 1897 in gebruik als woonstraat en had oorspronkelijk ook de naam Tweede Hugo de Grootdwarsstraat (raadsbesluiten van 13 oktober 1897 en 1 september 1908). Voor die tijd was de aan de Kostverlorenvaart gelegen straat bekend als de Achterweg van de Zaagmolenbuurt. De Zaagmolenbuurt was eeuwenlang in gebruik als industriegebied voor de stad. Er stond een groot aantal houtzaagmolens, waarvan anno 2022 alleen nog de molen De Otter over is. De andere molens, zoals De Jager, Het Luipaard, De Oranjeboom, De Windhond en De Buis, zijn goeddeels tussen 1880 en 1890 gesloopt. De houtindustrie is tot in de 21e eeuw gebleven: op het terrein van De Otter bevond zich tot 2005 de houthandel van de firma G.T. van der Bijl, die daar sedert 1832 had gezeten.

## Vandaag
De buurt is aan het begin van de 21e eeuw sterk aan gentrificatie onderhevig: de meeste overgebleven industrie is verdwenen en vervangen door luxeappartementen. Een blikvanger zijn de peperdure waterappartementen met een inpandige haven.
Een andere blikvanger was de in 2020 verdwenen autogarage die alleen auto's van het type Citroën DS repareerde.

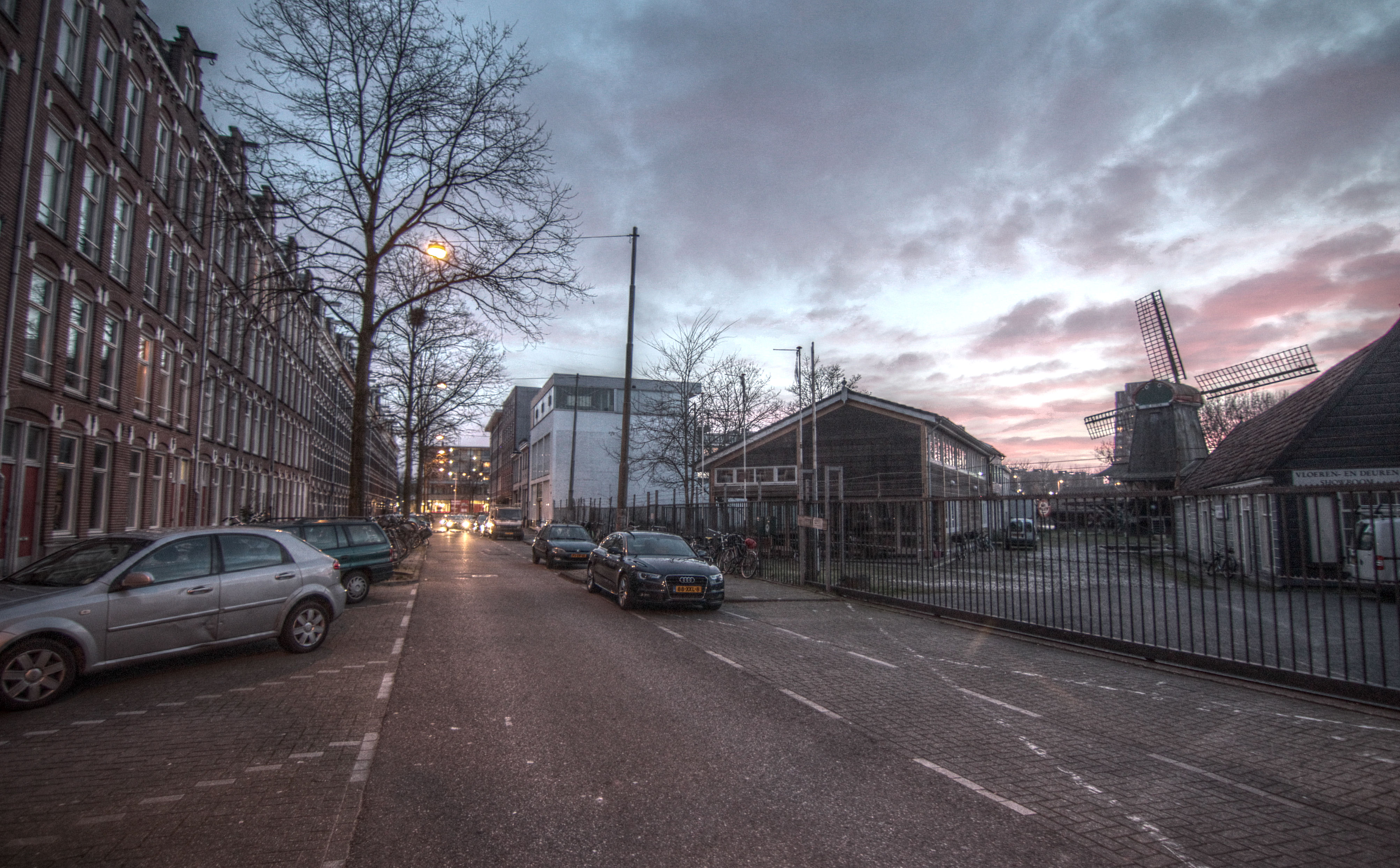
De Gillis van Ledenberchstraat met molen De Otter, gezien naar de Jan van Galenstraat (maart 2014)
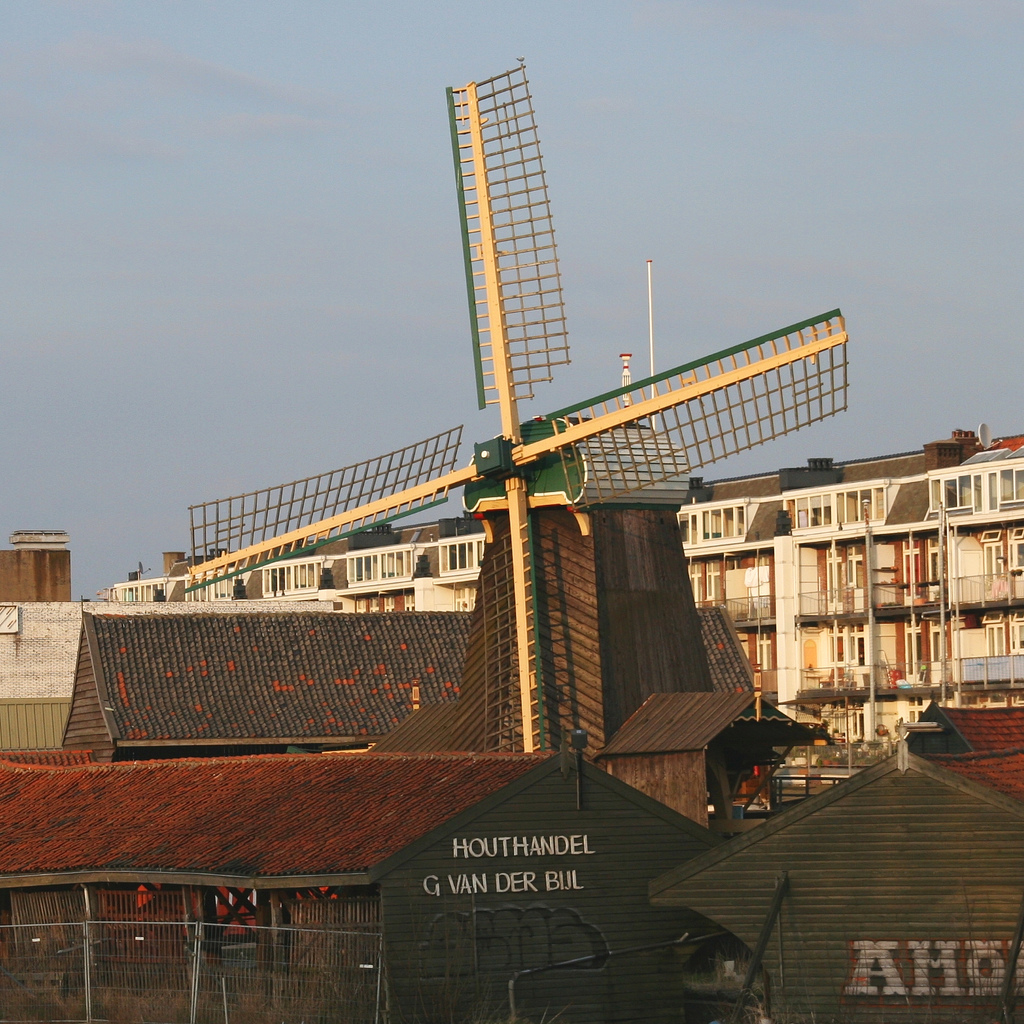
Houtzaagmolen De Otter
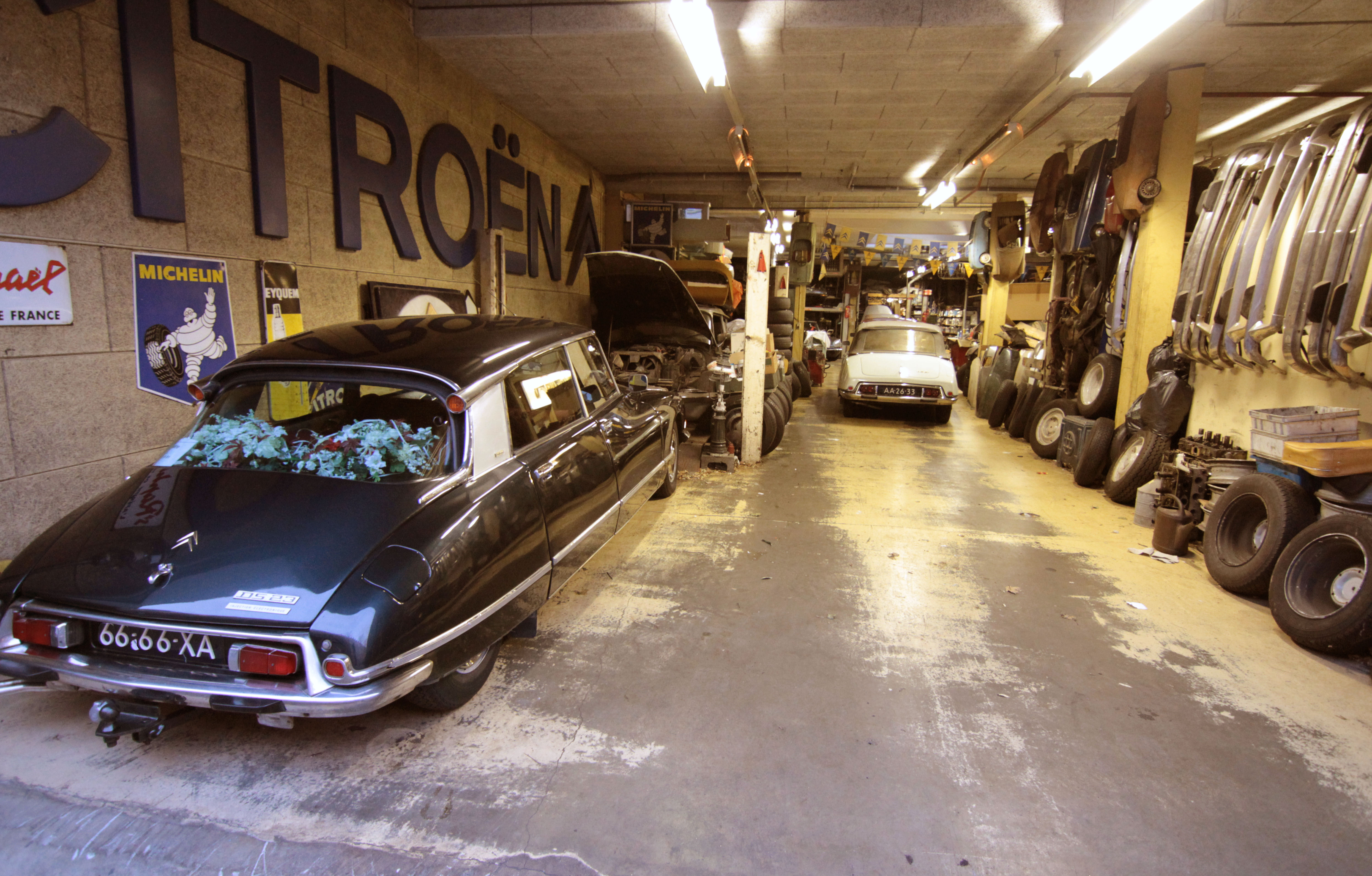
Interieur van de DS-garage
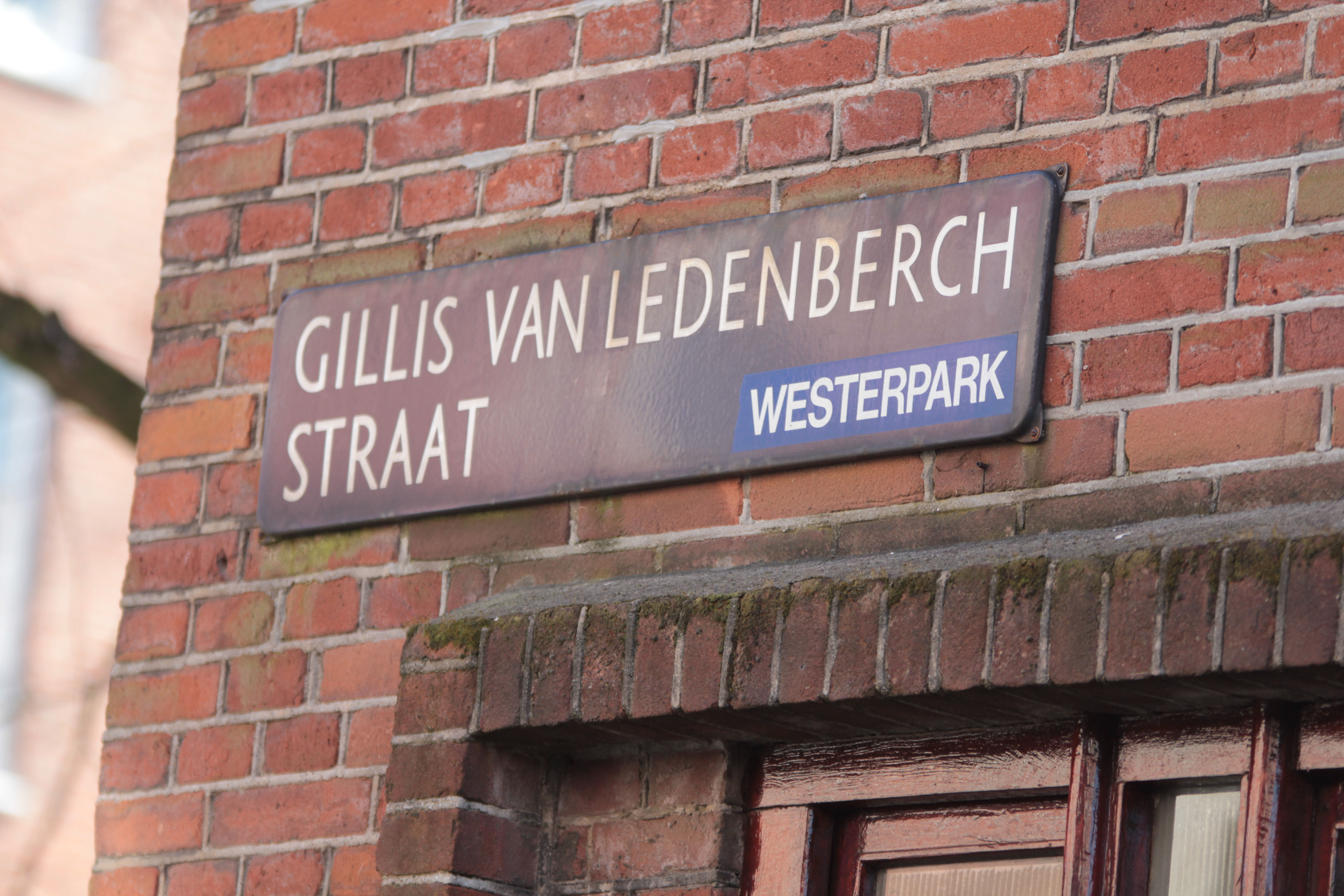
Straatnaambordje. Jarenlang heeft op de hoek met de Zaagmolenstraat een bordje met de foutieve spelling Gilles van Ledenberghstraat gezeten.